# Пила Джильи
Пила́ Джи́льи — хирургическая проволочная пила, предназначенная для распиливания костной ткани.
Изобретена в 1894 году хирургом Леонардо Джильи, предложившим её для латеральной пубиотомии (рассечения лобковой кости) при дистоции во время родов. Впоследствии Джильи применял своё изобретение для других остеотомических операций.
Впервые применена для краниотомии профессором Ягеллонского университета Альфредом Обалинским в 1897 году.
Также носит название «пила Оливекруны» по имени нейрохирурга, модифицировавшего её.
Представляет собой проволочное витое полотно длиной 400—500 мм и толщиной 0,5 мм с петлями на концах, роль зубчиков выполняют витки тонкой проволоки, намотанной на 2—3 свитых вместе куска более толстой проволоки. Выполнена из высококачественной нержавеющей стали, имеет полированную поверхность. Ручек не имеет, но зачастую комплектуется навесными ручками или проводником.
При операции её проводят вокруг кости и в её кольца вдевают ручки. Кость перепиливают потягиванием пилы в ту и другую сторону.
Варианты использования:
- трепанация черепа (трепанационное отверстие создается путём пропилов между уже высверленными небольшими отверстиями);
- ампутация;
- вскрытие грудины для обеспечения доступа в кардиохирургии;
- фетотомия в ветеринарии — при внутриутробной гибели плода (телёнка) и невозможности его извлечь даже родовспомогателем ветеринар распиливает плод на 2 части внутри родовых путей матери (коровы). Обычно фетотомия проводится при слишком узком тазовом кольце, слишком массивном плоде (опухшем, отёкшем трупе) или неправильном положении плода, когда его продвижение может порвать родовые пути, а исправить положение не удаётся.

Возможно также использование более дорогостоящего варианта пилы — с напылением из алмазной крошки.